# Fannia lasiops
Fannia lasiops är en tvåvingeart som beskrevs av Malloch 1920. Fannia lasiops ingår i släktet Fannia och familjen takdansflugor. Inga underarter finns listade i Catalogue of Life.